# Genista balearica
Genista balearica är en ärtväxtart som beskrevs av Pietro Porta och Gregorio Rigo. Genista balearica ingår i släktet ginster, och familjen ärtväxter. Inga underarter finns listade i Catalogue of Life.